# Háj u Lipova
Háj u Lipova je přírodní památka v okrese Hodonín na jihovýchodním okraji obce Lipov. Důvodem ochrany je lokalita vzácné ladoňky dvoulisté (Scilla bifolia).